# Lycodon mackinnoni
Lycodon mackinnoni är en ormart som beskrevs av Wall 1906. Lycodon mackinnoni ingår i släktet Lycodon och familjen snokar. Inga underarter finns listade i Catalogue of Life.
Denna orm förekommer i Indien i delstaten Uttar Pradesh samt i nordöstra Pakistan. Honor lägger ägg.